# 光成準治
光成 準治（みつなり じゅんじ、昭和38年（1963年） - ）は、日本の日本史学者。博士（比較社会文化）（学位論文「日本中・近世移行期大名領国における社会構造の研究」）。九州大学大学院比較社会文化研究院特別研究者、県立広島大学非常勤講師。かつては鈴峯女子短期大学非常勤講師、LEC専任講師。専攻は日本中・近世移行期史、空間構造史。

## 略歴
昭和38年（1963年）に大阪府豊中市で生まれ、広島県で育つ。
広島県庁勤務の後、平成18年（2006年）に九州大学大学院比較社会文化学府の博士課程を修了し、「日本中・近世移行期大名領国における社会構造の研究」で博士（比較社会文化）。

## 著書

### 単著
- 『中・近世移行期大名領国の研究』校倉書房〈歴史科学叢書〉、2007年5月。ISBN 978-4751738603。
- 『関ヶ原前夜 西軍大名たちの戦い』NHK出版〈NHKブックス〉、2009年7月。ISBN 978-4140911389。
- 『毛利輝元 ―西国の儀任せ置かるの由候―』ミネルヴァ書房〈ミネルヴァ日本評伝選〉、2016年5月。ISBN 978-4623076895。
- 『関ヶ原前夜 西軍大名たちの戦い』KADOKAWA〈角川ソフィア文庫〉、2018年3月。ISBN 978-4044002480。
- 『九州の関ヶ原』戎光祥出版〈シリーズ・実像に迫る018〉、2018年12月。ISBN 978-4864033046。
- 『小早川隆景・秀秋 ―消え候わんとて、光増すと申す―』ミネルヴァ書房〈ミネルヴァ日本評伝選〉、2019年3月。ISBN 978-4623085972。
- 『本能寺前夜 西国をめぐる攻防』KADOKAWA〈角川選書635〉、2020年2月。ISBN 978-4047036710。
- 『天下人の誕生と戦国の終焉』吉川弘文館〈列島の戦国史9〉、2020年11月。ISBN 978-4642068567。
- 『毛利氏の御家騒動―折れた三本の矢―』平凡社〈中世から近世へ〉、2022年10月。ISBN 978-4582477528。
- 『安芸・備後の戦国史―境目地域の争乱と毛利氏の台頭―』法律文化社〈歴墾ビブリオ／戦国時代の地域史3〉、2025年1月。ISBN 978-4589043603。

### 編著
- 『吉川広家』戎光祥出版〈シリーズ・織豊大名の研究4〉、2016年11月。ISBN 978-4864032155。
- 『戦国武将列伝9 中国編』戎光祥出版、2023年8月。ISBN 978-4864034487。他の執筆者は中司健一と石畑匡基。
  - 「尼子経久―広大な版図を築いた山陰の盟主」95-107頁。
  - 「尼子晴久・義久―八ヶ国守護職拝任の栄光と没落」108-124頁。
  - 「山中幸盛―尼子氏再興に奔走した男の末路」125-134頁。
  - 「山名政之・尚之・澄之―尼子氏の前に没落した伯耆守護家」135-144頁。
  - 「南条宗勝・元続―尼子・毛利らの間で揺れる境目の領主」145-157頁。
  - 「山名久通・豊数・豊国―惣領家の支配下に置かれた因幡守護家」158-171頁。
  - 「武田高信―一代で因幡の最有力者にのし上がった戦国領主」172-182頁。
  - 「吉川経家―名誉の切腹を遂げた悲劇の名将」183-194頁。
  - 「清水宗治―毛利氏の捨て石にされた勇将の最期」253-262頁。
  - 「毛利元就・隆元―完全無欠な英雄像の虚実」263-278頁。
  - 「吉川興経・元春―毛利氏の親類衆となった安芸の名族」279-290頁。
  - 「小早川正平・興景・隆景―国人から中央政権の重鎮に上りつめた鎌倉以来の名門」291-304頁。
  - 「宍戸元源・隆家―毛利氏を支える四本目の矢」305-314頁。
  - 「武田元繁・光和・信実―滅亡したかつての安芸国守護家」315-324頁。
  - 「山内直通・隆通―尼子・大内の間で揺れ動く備後北部最大の国人」325-336頁。
  - 「山名理興―山名一族の備後支配の要」337-343頁。
  - 「杉原盛重―尼子氏と対する西伯耆戦線の指揮官」344-350頁。
  - 「毛利輝元―三英傑と互角に渡りあった男の実像」351-362頁。

## 論文
- <光成準治

## 講演会
- 大徳寺塔頭 黄梅院「第一回小早川隆景公法要・追善茶会」講演会「戦国の文化人 小早川隆景」（2011年7月31日）
- 織豊期研究会創立20周年記念シンポジウム―織豊期研究の現在（いま）― 個別報告「織豊大名論」（2015年11月28日）
- 比治山大学研究助成「不動院と安国寺恵瓊に関する研究」公開講演会「毛利氏を救った恵瓊～高松城水攻めと関ヶ原の戦い」（2018年12月16日）
- 岐阜関ケ原古戦場記念館開館1周年記念 光成準治氏特別講演会「毛利一族～不戦の代償～」（2021年12月5日）
- 関ヶ原西軍サミットin宇土 パネルディスカッション「敗者から見た関ヶ原の戦い」（2023年2月12日） - 千田嘉博・太田浩司・外岡慎一郎・鳥津亮二と共にパネリストとして参加。
- 2023年九州大学関西同窓会講演会「徳川家康と九州の諸大名」（2023年7月18日）
- 毛利輝元公銅像建立プロジェクト発足記念講演会「広島城を作った武将 毛利輝元」（2024年7月2日）
- 特別企画「毛利一族と関ケ原～光成準治×小和田哲男～」講演会「毛利一族と関ケ原合戦」（2024年7月7日）
- 特別企画「毛利一族と関ケ原～光成準治×小和田哲男～」スペシャルトーク光成準治×小和田哲男「毛利輝元 西総大将の思惑と誤算」（2024年7月7日）
- 大関ケ原祭り2024 関ケ原研究大会パネルディスカッション「関ケ原研究の論点を私はこう考える」（2024年10月19日） - 笠谷和比古・水野伍貴と共に出演。
- 世界遺産石見銀山特別講座「石見銀山と佐渡金山」講座1「毛利氏と石見銀山支配」（2024年11月9日） - 石見銀山資料館館長の仲野義文が講座2「徳川家康の金銀山領有と大久保長安」を担当。
- 福島正則没後400年記念事業"福島正則を推す"～さまざまな視点から見る正則とは～ トークイベント　トーク1「統治や領国経営（政治家・経営者としての正則）」（2024年11月24日）